# Laurence Picken
Laurence Ernest Rowland Picken (* 16. Juli 1909 in Nottingham; † 16. März 2007 in Cambridge) war ein Musikethnologe, Zoologe und Biochemiker.

## Leben und Wirken
Laurence Picken erhielt ein Stipendium, um am Trinity College in Cambridge zu studieren. Seine Doktorarbeit im Bereich der Zoologie reichte er im Jahre 1935 ein. Im Jahre 1944 wurde er Fellow am Jesus College. Zwischen 1946 und 1966 war er als Assistent des Leiters der Forschungsabteilung in Zoologie der Universität beschäftigt. 1944 begann Picken auch seine Forschung im Bereich traditioneller chinesischer Musik und ab 1951 bereiste er regelmäßig die Türkei. Seine Vielzahl an Publikationen veranschaulichen seine diversen ethnomusikologischen Interessen. 1975 veröffentlichte er mit Folk Musical Instruments of Turkey ein gewichtiges Werk über die türkische Musik. 1973 wurde er zum Mitglied der British Academy gewählt.
Zwei Festschriften zu seinem 60. und 70. Geburtstag veranschaulichen seinen hohen Rang im Kreis von Forschern. Pickens Bibliothek und Archiv befindet sich in der Cambridge University Library.

## Werke
- The Organization of Cells and Other Organisms. Clarendon Press, Oxford 1962
- Folk Musical Instruments of Turkey. Oxford University Press, London 1975
- Als Herausgeber und Autor: Musica Asiatica. Bd. 1: 1977, Bd. 2: 1979, Bd. 3 1981, Bd. 4: 1984
- Als Herausgeber: Music from the Tang Court. Bd. 1: 1981, Bd. 3: 1985, Bd. 5: 1990, Bd. 6: 2007, Bd. 7: 2006, Oxford University Press, London